# Kunza
Le kunza (également appelé cunza, likanantaí, lipe, ulipe et atacameño) est une langue isolée, considérée comme éteinte depuis 1949. Elle était parlée par les Atacamas, une ethnie autochtone d'Amérique du Sud qui peuple l'intérieur du désert d'Atacama (nord du Chili et de l'Argentine, et sud-ouest de la Bolivie) et parle aujourd'hui l'espagnol.